# Sed Rahal
Sed Rahal è una città della Provincia di Djelfa, in Algeria. Conta, secondo il censimento del 1998, 11 812 abitanti.